# Lina Rieck
Lina Rieck (* 5. März 1878 in Stargard; † 12. Oktober 1964 in Neubrandenburg) war eine deutsche Politikerin.

## Leben
Rieck war die Ehefrau eines Zimmermanns in Neubrandenburg, vermutlich von Karl Rieck. Sie kam als SPD-Abgeordnete im Januar 1920 als Nachrückerin für Wilhelm Bargstädt in den ersten ordentlichen Landtag von Mecklenburg-Strelitz. Sie war die dritte Frau in einem demokratisch gewählten Parlament in Mecklenburg-Strelitz.